# Xenomigia
Xenomigia is een geslacht van vlinders uit de familie van de tandvlinders (Notodontidae).
De wetenschappelijke naam van het geslacht is voor het eerst geldig gepubliceerd in 1906 door William Warren. Hij beschreef in dezelfde publicatie de nieuwe soort Xenomigia veninotata uit Colombia.
Het is een Neotropisch geslacht met verspreiding over het Andesgebied.

## Soorten
Er waren volgens Miller en Thiaucourt in 2011 twintig Xenomigia-soorten beschreven, maar mogelijk zijn er 50 tot 60 soorten in dit geslacht.
- Xenomigia brachyptera Sattler & Wojtusiak, 1999 - Venezuela
- Xenomigia caesura Miller, 2011 – Ecuador
- Xenomigia concinna Dognin, 1911 – Colombia
- Xenomigia consanguinea (Dognin, 1911) - Colombia
- Xenomigia cosanga Miller, 2011 – Ecuador
- Xenomigia crenula Miller, 2011 – Ecuador
- Xenomigia cuneifera Dognin, 1913 - Colombia
- Xenomigia dactyloides Miller, 2011 – Ecuador
- Xenomigia disciplaga Hering, 1926 – Colombia
- Xenomigia fassli Prout, 1918 - Colombia
- Xenomigia flavivulta Miller, 2011 – Ecuador
- Xenomigia involuta Miller, 2009 - Ecuador
- Xenomigia monticolata (Maassen, 1890) – Colombia, Ecuador
- Xenomigia noctipenna Miller, 2011 – Ecuador
- Xenomigia nubilata (Dognin, 1912) - Colombia
- Xenomigia phaeoloma Miller, 2011 – Ecuador
- Xenomigia pinasi Miller, 2009 – Ecuador
- Xenomigia premiosa Miller, 2011 – Ecuador
- Xenomigia sordida Dognin, 1913 - Colombia
- Xenomigia veninotata Warren, 1906 - Colombia
- Xenomigia wilmeri Miller, 2011 – Ecuador

Miller (2009) verplaatste Xenomigia villiodes Prout, 1918 en Xenomigia pallinervis Felder, 1875 naar het geslacht Polypoetes.